# 割ヶ嶽城
割ヶ嶽城（わりがたけじょう）は、長野県上水内郡信濃町大字富濃の「城山」に築かれた中世から戦国時代の日本の城（山城）。築城者や築城年代といった詳細は不明。

## 概要
野尻湖に近く、飯山（飯山市）、柏原（信濃町）、牟礼（上水内郡飯綱町）、三水（同）などに通じる要衝の地である。上杉謙信方に属する城であったが、謙信が関東で北条氏康と戦っている最中の1561年（永禄4年）4月、甲斐国の武田信玄によって攻め落とされたという史料がある。
その際に、信玄の重臣である原虎胤が負傷したとされる。これによって虎胤は、直後に勃発する第四次川中島の戦いに参戦できず、信玄はそれに代わって山本勘助を参謀に起用したと伝わっている（『甲陽軍鑑』）。城址は、現在でも遺構が残り、いくつかの曲輪や空堀などが見られる。しかし、高度な縄張りではなく、戦国時代（上杉氏・武田氏の攻防）以降は廃城になったものと考えられる。